# Pane, amore e fantasia
Pane, amore e fantasia è un film commedia del 1953 diretto da Luigi Comencini.
Primo episodio della tetralogia Pane, amore e…; gli altri sono Pane, amore e gelosia (1954), Pane, amore e… (1955) di Dino Risi e Pane, amore e Andalusia (1958) di Javier Setó.

## Trama
Il film è ambientato a "Sagliena", immaginario piccolo paese dell'Italia centrale; qui nell'immediato dopoguerra viene trasferito il maresciallo Antonio Carotenuto, donnaiolo attempato che dovrà adattarsi alla monotona e tranquilla vita di paese. Supportato dalla domestica Caramella, il maresciallo dirige la locale stazione dei carabinieri. 
Qui conosce "Pizzicarella la Bersagliera", una giovane ragazza del posto segretamente innamorata del carabiniere Stelluti. Il maresciallo all'inizio tenta di fidanzarsi con la "Bersagliera", in quanto Paoletta, la sagrestana della parrocchia, è innamorata del carabiniere Stelluti, ma quest'ultimo è in realtà innamorato della Bersagliera e vuole che sua madre la conosca. Quindi, grazie all'intervento di don Emidio, che informa il maresciallo, Stelluti e la Bersagliera si fidanzano mentre il maresciallo, la sera della festa di Sant'Antonio, si fidanza con la levatrice del paese, anch'essa d'età avanzata: Annarella.

## Produzione
Agli inizi degli anni cinquanta si recarono a Palena, in Abruzzo, sia Luigi Comencini che Ettore Margadonna per studiare la possibilità di girare il film Pane, amore e fantasia, di cui era pronta la sceneggiatura, ma dopo un sopralluogo si dovette convenire che le prime ricostruzioni del dopoguerra disturbavano i luoghi del set per l'atmosfera di paese antico un po' immacolato che Comencini voleva dare al film.
Il comune scelto per ambientarvi il paese immaginario di Sagliena è in realtà il piccolo Castel San Pietro Romano nel Lazio, nella zona orientale della provincia di Roma; fu scelto perché piccolo, caratteristico e tra i più impervi, in seguito utilizzato anche per girare Pane, amore e gelosia, I due marescialli, Il federale, Liolà e È permesso Maresciallo? (Tuppe-tuppe marescià).
Ettore Maria Margadonna scrisse questa sceneggiatura tutta su Palena, suo luogo natio, e sui propri ricordi delle persone caratteristiche del paese. Il paese, la sua chiesa, il prete e la sua comunità, il maresciallo, il sindaco, l'artigiano, le pettegolone, le belle del paese spesso oggetto di invidie tutte paesane, la levatrice, tutte figure che Margadonna portava nei suoi ricordi palenesi. Il paese nel film di Comencini diventò Sagliena, il vero parroco di Palena si chiamava "Don Concezio", e soprattutto la "bersagliera" interpretata da Gina Lollobrigida, nella realtà era ispirata all'esuberante "Lucietta bella" (Lucia Travaglini) che nel primo Novecento a tanti fece perdere la testa per la sua avvenenza e che poi sposò uno dei più poveri di Palena, ed emigrata in America diede i natali al celebre cantante Perry Como.
Come protagonista del film fu individuato dapprima l'attore Gino Cervi, mentre il titolo di lavorazione era inizialmente "Pane e fantasia". Inoltre, il soggetto principale fu rifiutato da diversi produttori, poiché considerato lesivo all'onore del corpo dei Carabinieri; intervenne quindi il produttore Marcello Girosi, amico di De Sica, che ottenne il beneplacito dell'Arma a condizione che il protagonista fosse proprio De Sica.
Il film fu restaurato da Philip Morris Progetto Cinema, in collaborazione con la Fondazione Scuola Nazionale di Cinema Cineteca Nazionale e con Titanus, e direttore del restauro Giuseppe Rotunno (AIC-ASC).

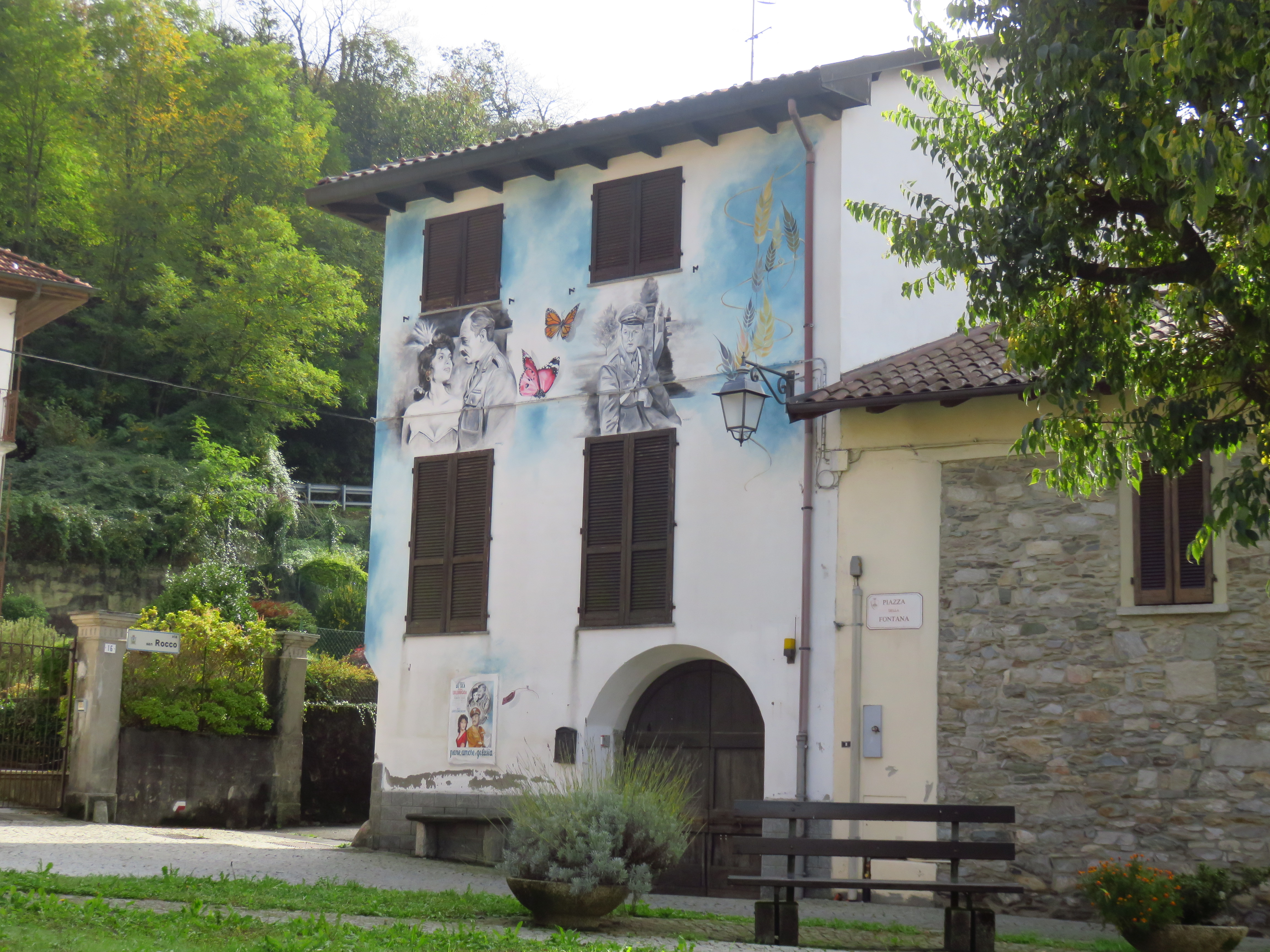
Casale dedicato al film a Legro (nel comune di Orta San Giulio)

### Riprese
Le scene del film furono girate a Castel San Pietro Romano (Roma) nell'estate del 1953.

## Accoglienza

### Incassi
Distribuito nelle sale cinematografiche italiane dal 22 dicembre del 1953, il film introitò 1 413 361 666 lire dell'epoca, risultando così il campione d'incasso in Italia della stagione cinematografica 1953-54.
Pane, amore e fantasia detiene ad oggi il ventinovesimo posto nella classifica dei film italiani più visti di sempre con 10 632 926 spettatori paganti.

## Riconoscimenti
Gina Lollobrigida ha vinto il Nastro d'argento alla migliore attrice protagonista. Nel 1954 il National Board of Review of Motion Pictures l'ha inserito nella lista dei migliori film stranieri dell'anno. Orso d'argento a Berlino 1954, il film fu candidato nella categoria Miglior Soggetto agli Oscar del 1955.
Il film, che fu un grande successo anche in Francia con 3 865 980 spettatori, è stato poi selezionato tra i 100 film italiani da salvare.